# تاسمانی غربی

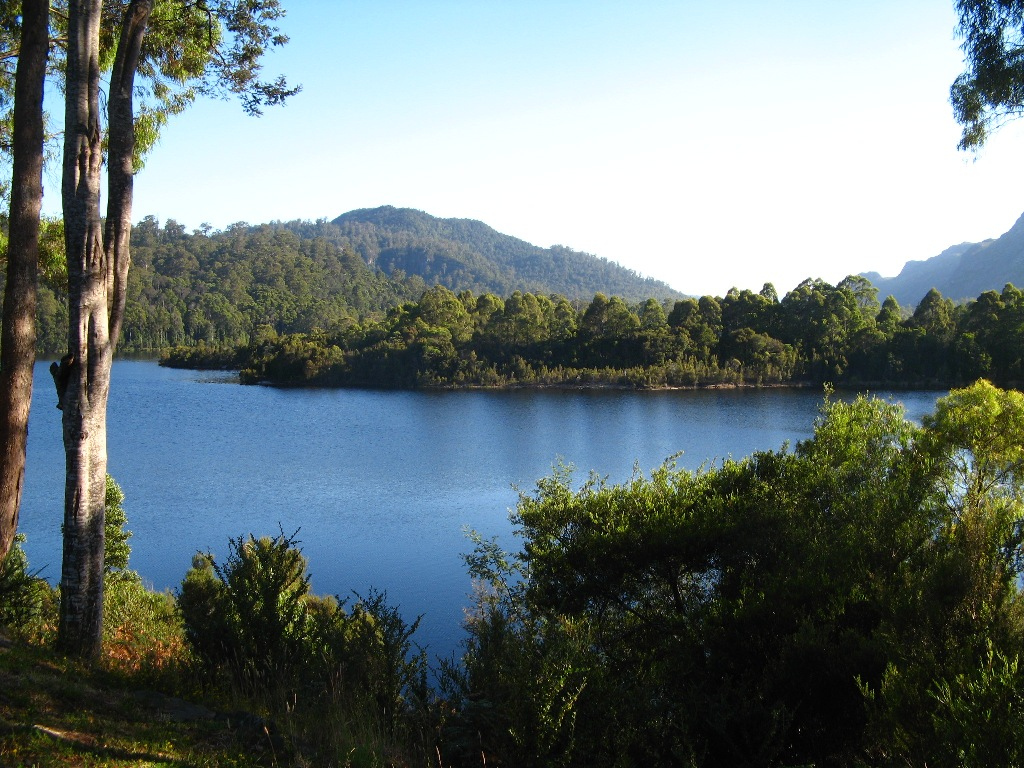
دریاچه رزبری

تاسمانی غربی (به انگلیسی: Western Tasmania) یکی از ده ناحیه ایالت تاسمانی در کشور استرالیاست. این ناحیه ۶۰۰ کیلومتر از ساحل غربی تاسمانی را شامل می‌شود. از مهمترین مناطق مسکونی این ناحیه می‌توان به کویینزتاون، استراهان، زیحان، استرتگوردون و میلالیوکا اشاره کرد. همچنین ساحل این منطقه قدیمی‌ترین ساحل در جزیره تاسمانی می‌باشد.